# Wierzbówka (województwo lubelskie)
Wierzbówka – wieś w Polsce położona w województwie lubelskim, w powiecie parczewskim, w gminie Parczew. W latach 1954–61 w granicach Parczewa.
Wieś stanowi sołectwo w gminie Parczew. Według Narodowego Spisu Powszechnego z roku 2011 wieś liczyła 228 mieszkańców.
Wierni Kościoła rzymskokatolickiego należą do parafii św. Jana Chrzciciela w Parczewie.

## Historia
Wierzbówka w XIX wieku wieś i folwark w powiecie radzyńskim, ówczesnej gminie Milanów, parafii Parczew, Odległa o 24 wiorsty od Radzynia, liczyła 37 domów, 385 mieszkańców we wsi był browar piwny. Według spisu z 1827 roku było tu 17 domów i 114 mieszkańców. W roku 1884 folwark Wierzbówka posiadał rozległość 521 mórg w tym: gruntów ornych i ogrodów mórg 302, łąk mórg 52, lasu mórg 148, nieużytków mórg 19. W folwarku budynków murowanych 2, drewnianych w uprawach 13. polowy płodozmian, las był nieurządzony. Wieś Wierzbówka posiadała osad 20 z gruntem mórg 298.
Wieś szlachecka położona była w drugiej połowie XVI wieku w powiecie lubelskim województwa lubelskiego. Według registru poborowego powiatu lubelskiego z roku 1531 wieś Wierzbówka w parafii Parczów, miała 8 łanów. W roku 1676 pogłowne płaci tu chorąży nowogródzki od 26 poddanych (Pawiński, Małop., 350 i 36a).(opis podaje Bronisław Chlebowski SgKP).
1 kwietnia 1929 część gruntów wsi Wierzbówka, tak zwane Zasławie (69 ha 531 m²), wyłączono z gminy Milanów i włączono do Parczewa.
5 października 1954 całą gromadę Wierzbówka (wieś i kolonię Wierzbówka) wyłączono z gminy Milanów w powiecie radzyńskim i włączono ją do Parczewa w powiecie włodawskim.
31 grudnia 1961 Wierzbówkę wyłączono ponownie z Parczewa i włączono ją nowo utworzonej gromady Parczew.
W latach 1975–1998 miejscowość administracyjnie należała do województwa bialskopodlaskiego.